# Kinna IF
Kinna IF är en idrottsförening i Kinna i Marks kommun. Kinna IF bildades den 22 januari 1922 på Kinna Hotell.  
Kinna IF har haft många olika sektioner genom tiderna, de största var Friidrott, Skidor, Orientering, Handboll, Fotboll, Gymnastik men det har funnits ytterligare idrottsgrenar nämligen cykling, boxning, brottning, bandy och boboll. 
1934 invigdes Viskavallen som fortfarande är hemmaarena för klubben. 
Kinna IF Fotboll spelar i Division 3 (2024). Kinna har även visat upp sig inom den nya inomhussporten, Futsal, där de överraskande vann ett SM-Brons 09.
Kinna IF har spelat sju säsonger i fotbollens division 2. den näst högsta serienivån, första gången säsongen 1953/54 och senast 1969. 
4 maj 1958 kom Elfsborg till Viskavallen som obesegrade serieledare, 12 segrar och två oavgjorda. Kinna bröt sviten och vann med 1-0 inför 3 269 åskådare. Året efter vann Elfsborg på Viskavallen, inför 4 732 åskådare. 
Johan Larsson, svensk mästare i Elfsborg 2012, kom från Kinna IF. Han spelar för närvarande (2021) i IF Elfsborg och har sex A-landskamper på meritlistan.